# Нанна (буква)
Нанна (в.-пандж. ਨੱਨਾ) — двадцать пятая буква алфавита гурмукхи, которая обозначает переднеязычный носовой согласный /n/ (на конце слова, в сочетании с символами для обозначения гласных)
Примеры:
ਪਤਨੀ [pat̪niː] — жена
ਜੂਨ [juːn] — июнь
- сочетание этого согласного (/n/) с кратким гласным /a/ (при отсутствии других символов для обозначения гласных)

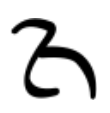

Курсивное написание: